# Bitwa morska pod Dżaul
Bitwa morska pod Dżaul (Chaul) – starcie zbrojne, które miało miejsce w roku 1508 w trakcie zmagań Portugalczyków z Egipcjanami o opanowanie handlu z Indiami. W wyniku trwającej 3 dni bitwy flota egipska pokonała eskadrę portugalską koło Chaul u zachodniego wybrzeża Półwyspu Indyjskiego (na północ od Bombaju).
U podłoża konfliktu leżała chęć sułtana Egiptu przeciwstawienia się ekspansji handlowej Portugalii w handlu z Indiami. W tym celu Egipcjanie sprzymierzyli się z muzułmańskim władcą Gujaratu Mahmudem Begara i hinduskim władcą Kalikatu i w 1507 wysłali do Indii eskadrę okrętów pod dowództwem emira Husajna al Kurdi (znanego też jako Mir-Hocem). Większość marynarzy egipskiej eskadry tworzyli Turcy. Za bazę floty sprzymierzonej, której najsilniejszy trzon stanowiły jednostki egipskie, obrano Diu.
W tym czasie w Indiach znajdowała się już portugalska eskadra okrętów, pod dowództwem Francisco de Almeida, ustanowionego w 1505 wicekrólem. Miał on zorganizować faktorie handlowe i bazy w Afryce wschodniej i Indiach. Francisco wysłał stamtąd swojego syna Lourenço de Almeida z niewielką eskadrą okrętów, w skład której wchodziły 3 karaki (nau) i 5 karawel w ekspedycję na Malediwy i Cejlon w celu nawiązania kontaktów.
W 1508 okręty ekspedycji wpadły pod Chaul w zasadzkę zastawioną przez flotę sprzymierzonych. Po 3-dniowej bitwie jedynie dwie karawele portugalskie uciekły, reszta została zatopiona lub zdobyta przez Egipcjan. Wśród zabitych był Lourenço de Almeida, a kilkuset Portugalczyków dostało się do niewoli.
Bitwa była przedstawiona jako wielkie zwycięstwo muzułmanów i podniosła ich morale, lecz efektem jej stało się podjęcie przez poruszonego śmiercią syna wicekróla ekspedycji odwetowej, zakończonej zniszczeniem floty sprzymierzonych w bitwie pod Diu.